# ちいさいおやじ日記
『ちいさいおやじ日記』は、あさののいによる日本の漫画作品。

## 概要
2007年頃から作者のブログで『おやじ日記』の表題で配信しているちいさなおじさんを観察する風の、絵日記形式の鉛筆画漫画。2008年より『ちいさいおやじ日記』の題名で書籍化し、更に電子書籍アプリとしてもリリース予定。2012年には『ちいさなおじさん』の題名で短編アニメ化されている。

## ストーリー
ある日「わたし」が拾ったちいさなおじさんとの不思議な日常。

## 登場人物
ちいさなおじさん
声 - チョー
身長約6.8cmの謎のおじさん。
わたし
声 - 古木のぞみ
ある日ちいさなおじさんを拾った、地味でちょっと貧乏なアラサー
イサム君
声 - 三輪隆博
「わたし」の彼氏。
ムサ
「わたし」の飼い猫。
ノラ
近所の野良猫。
ドジョウたち
「わたし」が大会で捕ったどじょう。
ゆきちん
「わたし」の友人。
声 - 佐藤奏美

## 書籍
宙出版より発行。
- 第1巻 2008年3月19日発売 ISBN 978-4776794653
- 第2巻 2008年7月23日発売 ISBN 978-4776794882
- ちいさなおじさん「発見」限定版 2014年2月3日発売 ISBN 978-4-7767-9633-6

## アニメ
『ちいさなおじさん』は、2012年10月1日よりチバテレビで毎週月曜日の『アナ麺』終了後のクロージング時（27時台）に放送の約30秒の短編アニメーション。原作者自らが映像を製作している。2013年4月19日より毎週金曜日『情報kitchen 金曜日はミックスフライ』（11時30分台）内に移行して放送。平成25年度第17回文化庁メディア芸術祭アニメーション部門審査委員会推薦作品受賞。
2014年4月25日に全30話を収録したDVDが発売された。

### スタッフ
- 原作・映像製作 - あさののい
- プロデュース - 勝鬨スタジオ
- 音響 - スタジオマウス
- 製作 - ちいさなおじさん研究所

### イメージソング
イメージソング「まめびより」
作詞 - あさののい / 作曲 - 前田知香 / 編曲 - 栗林悟

### 各話リスト
話数はYoutube公式チャンネルに準じる。ただし放映順とは異なる。
- 第1話 拾得
- 第2話 牛乳
- 第3話 入浴
- 第4話 朝飯
- 第5話 甘党
- 第6話 電車
- 第7話 慕情
- 第8話 聖夜
- 第9話 除夜
- 第10話 視線
- 第11話 突風
- 第12話 彼氏
- 第13話 曲芸
- 第14話 大根
- 第15話 挨拶（長水防犯協会連合会オリジナルストーリー）
- 第16話 恍惚
- 第18話 前奏
- 第19話 真相
- 第20話 狩人
- 第21話 友情
- 第22話 縮小
- 第23話 職安
- 第24話 面接
- 第25話 大人
- 第27話 格闘